# Aérodrome de Golfito
Pour les articles homonymes, voir GLF (homonymie).
L’aérodrome de Golfito (code IATA : GLF • code OACI : MRGF) est un important aéroport domestique du Costa Rica, le huitième plus achalandé du pays pour le trafic passagers. Il est détenu et géré par la Direction Générale de l'Aviation Civile.

## Situation
| \| 50 km1:1 721 000 \| Bahia Drake Barra del Colorado Coto 47 Golfito Nosara Palmar Sur Puerto Jiménez Punta Islita Quépos San Isidro de El General Tamarindo Tambor Tortuguero Libéria San José T. Bolaños Limón San José-J.-Santamaría |
| 50 km1:1 721 000 |

## Statistiques Passagers
Ces données montrent le nombre de mouvements de passagers dans l'aéroport, selon la Direction Générale de l'Aviation Civile du Costa Rica.
| Année | 2008    | 2009    | 2010   | 2011   | 2012   | 2013    | 2014    | 2015     |
| --- | ------- | ------- | ------ | ------ | ------ | ------- | ------- | -------- |
| Passagers | 20 687  | 14 846  | 15 073 | 15 086 | 16 546 | 14 018  | 15 771  | T. B. A. |
| Croissance (%) | 11,79 % | 28,24 % | 1,53 % | 0,09 % | 9,68 % | 15,28 % | 12,51 % | T. B. A. |
| Source: Direction Générale de l'Aviation Civile (DGAC). (Années 2008, 2009, 2010, 2011, 2012, 2013, et 2014DGAC Annuaire 2014) |         |         |        |        |        |         |         |          |